# 京都府災害拠点病院
京都府災害拠点病院（きょうとふさいがいきょてんびょういん）は、京都府にある災害時の救急医療の拠点となる災害拠点病院である。
京都府内には基幹災害拠点病院が1つ（京都第一赤十字病院）、地域災害拠点病院は12カ所整備されている。

## 役割
県内や近県で災害が発生し、通常の医療体制では被災者に対する適切な医療を確保することが困難な状況となった場合に、京都府知事の要請により傷病者の受け入れや医療救護班の派遣等を行う。

## 拠点病院の条件
- 建物が耐震耐火構造であること。
- 資器材等の備蓄があること。
- 応急収容するために転用できる場所があること。
- 応急用資器材、自家発電機、応急テント等により自己完結できること。（外部からの補給が滞っても簡単には病院機能を喪失しないこと）
- 近接地にヘリポートが確保できること。

## 病院一覧
| 病院名                               | 住所                                   | DMAT | 救命 | 2次医療圏  |
| 京都府立医科大学附属北部医療センター | 与謝郡与謝野町字男山481                | ○    | ×    | 丹後       |
| 市立福知山市民病院                   | 福知山市厚中町231番地                  | ○    | ○    | 中丹       |
| 京都中部総合医療センター             | 南丹市八木町八木上野25                 | ○    | ×    | 南丹       |
| 京都大学医学部附属病院               | 京都市左京区聖護院川原町54             | ○    | ○    | 京都・乙訓 |
| 国立病院機構京都医療センター         | 京都市伏見区深草向畑町1-1              | ○    | ○    | 京都・乙訓 |
| 京都市立病院                         | 京都市中京区壬生東高田町1の2           | ○    | ×    | 京都・乙訓 |
| 京都第一赤十字病院（基幹）           | 京都市東山区本町15-749                 | ○    | ○    | 京都・乙訓 |
| 京都府立医科大学附属病院             | 京都市上京区河原町通広小路上ル梶井町46 | ○    | ×    | 京都・乙訓 |
| 済生会京都府病院                     | 長岡京市今里南平尾8番地                | ○    | ×    | 京都・乙訓 |
| 洛和会音羽病院                       | 京都市山科区音羽珍事町2                | ×    | ○    | 京都・乙訓 |
| 宇治徳洲会病院                       | 宇治市槇島町石橋145番                  | ○    | ○    | 山城北     |
| 京都岡本記念病院                     | 久世郡久御山町佐山西ノ口58             | ○    | ×    | 山城北     |
| 京都山城総合医療センター             | 木津川市木津池田74-1                   | ○    | ×    | 山城南     |

## 問題点
宇治市・城陽市など4市3町で構成される山城北医療圏については、徳州会病院の他には、八幡市の関西医科大学附属男山病院（現：医療法人美杉会男山病院）が指定を受けていたが、関西医科大学から医療法人への譲渡に伴い、2009年4月に指定が解除された。
これに対して京都府知事山田啓二は、2011年9月26日の府議会にて、山城北医療圏について、新たな2つ目の拠点病院を早期に指定したい考えを表明し、2012年3月30日付で宇治市の第二岡本総合病院（当時）が指定された。なお、同病院は2016年5月に久世郡久御山町に移転し、病院名も京都岡本記念病院に改称したが、拠点病院指定は継続されている。